# Guitiriz (kommunhuvudort)
Guitiriz är en kommunhuvudort i Spanien.   Den ligger i provinsen Provincia de Lugo och regionen Galicien, i den nordvästra delen av landet, 500 km nordväst om huvudstaden Madrid. Guitiriz ligger 454 meter över havet och antalet invånare är 6 033.
Terrängen runt Guitiriz är varierad. Runt Guitiriz är det glesbefolkat, med 19 invånare per kvadratkilometer. Guitiriz är det största samhället i trakten. I omgivningarna runt Guitiriz växer i huvudsak blandskog.